# Championnats du monde de cyclisme sur piste juniors 2017
Navigation
Édition précédente Édition suivante
Les Championnats du monde de cyclisme sur piste juniors 2017 ont lieu du 23 au 27 août 2017 au Vélodrome Fassa Bortolo à Montichiari, en Italie. C'est la cinquième fois que l'Italie accueille les mondiaux juniors et la deuxième fois à Montichiari après 2010. Les championnats sont réservés aux coureurs nés en 1999 et 2000 (17/18 ans) et environ 300 athlètes de 42 pays sont attendus.
Après avoir été discipline de démonstration en 2016, la course à l'américaine féminine fait son apparition officielle au programme. La plupart des coureurs sacrés en 2016 courent dorénavant avec les élites et seuls quelques cyclistes défendent leur titre de championnat du monde de l'année précédente. Il s'agit des deux russes Dmitrii Nesterov et Pavel Rostov (vitesse par équipes), de leur compatriote Maria Novolodskaya (poursuite individuelle), des Italiennes Chiara Consonni (poursuite par équipes) et Letizia Paternoster (poursuite par équipes et course aux points), de la Néo-Zélandaise Ellesse Andrews (vitesse par équipes) et de l'Australienne Jade Haines (course à l'américaine).
La première journée est marquée par de nombreux records du monde juniors.

## Programme
| Date             | Hommes                                    | Femmes                                         |
| ---------------- | ----------------------------------------- | ---------------------------------------------- |
| Mercredi 23 août | Vitesse par équipes                       | Scratch, vitesse par équipes                   |
| Jeudi 24 août    | Poursuite par équipes, Scratch, keirin    | Poursuite par équipes                          |
| Vendredi 25 août | Poursuite individuelle, course aux points | Vitesse individuelle, omnium                   |
| Samedi 26 août   | Omnium, vitesse individuelle              | 500 mètres, poursuite individuelle, américaine |
| Dimanche 27 août | Kilomètre, américaine                     | Keirin, course aux points                      |

## Podiums masculins
| Épreuves               | Or                                                              | Argent                                                                     | Bronze                                                               |
| ---------------------- | --------------------------------------------------------------- | -------------------------------------------------------------------------- | -------------------------------------------------------------------- |
| Kilomètre              | Pavel Perchuk                                                   | Carl Hinze                                                                 | Jackson Ogle                                                         |
| Keirin                 | Pavel Perchuk                                                   | Daniel Rochna                                                              | James Brister                                                        |
| Vitesse individuelle   | Rayan Helal                                                     | Dmitrii Nesterov                                                           | James Brister                                                        |
| Vitesse par équipes    | Russie Daniil Komkov Dmitrii Nesterov Pavel Rostov              | Allemagne Timo Bichler Elias Edbauer Carl Hinze                            | Grande-Bretagne Alistair Fielding Hamish Turnbull Lewis Stewart      |
| Poursuite individuelle | Johan Price-Pejtersen                                           | Xeno Young                                                                 | Lev Gonov                                                            |
| Poursuite par équipes  | Russie Lev Gonov Gleb Syritsa Ivan Smirnov Dmitry Mukhomediarov | Danemark Johan Price-Pejtersen Mathias Larsen Julius Johansen Oliver Wulff | Nouvelle-Zélande Joshua Scott Corbin Strong Aaron Wyllie Harry Waine |
| Scratch                | Daniel Babor                                                    | Filip Prokopyszyn                                                          | Iván Ruiz                                                            |
| Course aux points      | Oleg Kanaka                                                     | Iván Gerasimov                                                             | JB Murphy                                                            |
| Américaine             | Danemark Mathias Larsen Julius Johansen                         | Russie Lev Gonov Gleb Syritsa                                              | Australie Isaac Buckell Godfrey Slattery                             |
| Omnium                 | Julius Johansen                                                 | Stephen Cuff                                                               | Uladzislau Zimoschik                                                 |

## Podiums féminins

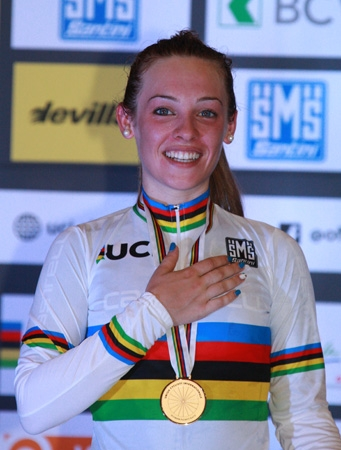
Déjà double championne du monde juniors en 2016 et octuple championne d'Europe juniors, Letizia Paternoster rajoute 4 médailles dont 3 titres à son palmarès.

| Épreuves               | Or                                                                           | Argent                                                                    | Bronze                                                           |
| ---------------------- | ---------------------------------------------------------------------------- | ------------------------------------------------------------------------- | ---------------------------------------------------------------- |
| 500 mètres             | Mathilde Gros                                                                | Lea Friedrich                                                             | Yana Tyshchenko                                                  |
| Keirin                 | Mathilde Gros                                                                | Steffie van der Peet                                                      | Hyesu Kim                                                        |
| Vitesse individuelle   | Mathilde Gros                                                                | Lauren Bate-Lowe                                                          | Lea Friedrich                                                    |
| Vitesse par équipes    | Russie Yana Tyshchenko Polina Vashenko                                       | Allemagne Emma Götz Lea Friedrich                                         | Grande-Bretagne Lauren Bate-Lowe Georgia Hilleard                |
| Poursuite individuelle | Ellesse Andrews                                                              | Letizia Paternoster                                                       | Elena Pirrone                                                    |
| Poursuite par équipes  | Italie Martina Fidanza Letizia Paternoster Chiara Consonni Vittoria Guazzini | Nouvelle-Zélande Ellesse Andrews Nicole Shields Kate Smith Emily Shearman | France Laura Da Cruz Clara Copponi Marie Le Net Valentine Fortin |
| Scratch                | Martina Fidanza                                                              | Mylene de Zoete                                                           | Alexandra Martin-Wallace                                         |
| Course aux points      | Maggie Coles-Lyster                                                          | Maria Novolodskaya                                                        | Chiara Consonni                                                  |
| Américaine             | Italie Letizia Paternoster Chiara Consonni                                   | Russie Maria Novolodskaya Daria Malkova                                   | France Marie Le Net Valentine Fortin                             |
| Omnium                 | Letizia Paternoster                                                          | Maggie Coles-Lyster                                                       | Mylene de Zoete                                                  |

## Tableau des médailles
| Rang  | Nation           | Or | Argent | Bronze | Total |
| ----- | ---------------- | -- | ------ | ------ | ----- |
| 1     | Russie           | 5  | 5      | 2      | 12    |
| 2     | Italie           | 4  | 1      | 2      | 7     |
| 3     | France           | 4  | 0      | 2      | 6     |
| 4     | Danemark         | 3  | 1      | 0      | 4     |
| 5     | Nouvelle-Zélande | 1  | 1      | 2      | 4     |
| 6     | Canada           | 1  | 1      | 0      | 2     |
| 7     | Tchéquie         | 1  | 0      | 0      | 1     |
| 7     | Ukraine          | 1  | 0      | 0      | 1     |
| 9     | Allemagne        | 0  | 4      | 1      | 5     |
| 10    | Pays-Bas         | 0  | 2      | 1      | 3     |
| 11    | Pologne          | 0  | 2      | 0      | 2     |
| 12    | Australie        | 0  | 1      | 4      | 5     |
| 13    | Grande-Bretagne  | 0  | 1      | 2      | 3     |
| 14    | Irlande          | 0  | 1      | 1      | 2     |
| 15    | Argentine        | 0  | 0      | 1      | 1     |
| 15    | Biélorussie      | 0  | 0      | 1      | 1     |
| 15    | Corée du Sud     | 0  | 0      | 1      | 1     |
| Total | Total            | 20 | 20     | 20     | 60    |

## Records du monde
| Date         | Épreuve                                                  | Cycliste(s)                                                                  | Performance                |
| ------------ | -------------------------------------------------------- | ---------------------------------------------------------------------------- | -------------------------- |
| 23 août 2017 | Poursuite par équipes féminine juniors sur 4 000 mètres  | Italie Chiara Consonni Letizia Paternoster Martina Fidanza Vittoria Guazzini | 4 min 23 s 229 en série    |
| 23 août 2017 | Poursuite par équipes masculine juniors sur 4 000 mètres | Russie Dmitry Mukhomediarov Ivan Smirnov Gleb Syritsa Lev Gonov              | 4 min 00 s 972 au 1er tour |
| 23 août 2017 | Vitesse par équipes masculine juniors sur 750 mètres     | Russie Daniil Komkov Dmitrii Nesterov Pavel Rostov                           | 44 s 587 en série          |
| 23 août 2017 | Vitesse par équipes masculine juniors sur 750 mètres     | Russie Daniil Komkov Dmitrii Nesterov Pavel Rostov                           | 44 s 209 au 1er tour       |
| 24 août 2017 | Sprint sur 200 mètres juniors départ lancé               | Mathilde Gros                                                                | 10 s 709 en série          |
| 24 août 2017 | Poursuite par équipes féminine juniors sur 4 000 mètres  | Italie Chiara Consonni Letizia Paternoster Martina Fidanza Vittoria Guazzini | 4 min 21 s 554 en finale   |
| 26 août 2017 | Contre-la-montre sur 500 mètres juniors départ arrêté    | Mathilde Gros                                                                | 33 s 937 en finale         |
| 26 août 2017 | Poursuite individuelle juniors sur 2 000 mètres          | Ellesse Andrews                                                              | 2 min 18 s 080 en série    |

## Diffusion
L’événement est diffusé en direct sur internet.